# ヒュー・マクマナーズ
ジョセフ・ヒュー・マクマナーズ（英: Joseph Hugh McManners）は、イギリス出身の著作家、テレビプロデューサー、ジャーナリストである。

## 経歴
イギリス・オックスフォードに生まれ、オーストラリアで育つ。
Sydney Church of England Grammar SchoolとMagdalen College School, Oxfordで教育を受けた後、サンドハースト陸軍士官学校を経てイギリス陸軍に入隊、18年間勤務する。そのうち多くを第3コマンドー旅団で勤務した。1974年に中尉、1979年に大尉へ昇進。フォークランド紛争では、英海兵隊の特殊舟艇部隊や陸軍の特殊空挺部隊などと共に作戦に従事した。第148コマンドー前進観測中隊で5年間勤務した後に、ベリーズの陸軍ジャングル戦訓練学校の運営に携わる。
その後、2年間ほどのイギリス国防省勤務を経て、北アイルランドの対テロ任務遂行のためアメリカ陸軍第2歩兵師団とともにカリフォルニア州フォート・オードに勤務、国際連合の活動にも参加した。
1989年に除隊。除隊後は著作活動、テレビ番組のドキュメンタリー製作などを行っている。5年間ほど「サンデー・タイムズ紙」国防担当記者を務めていたこともある。現在、妻と2人の子供と共にオックスフォードに在住している。

## 主な著書
- 『図解 究極のアウトドアテクニック 野外でのサバイバル術』
- 『特殊部隊 (原題/ULTIMATE SPECIAL FORCES)』